# Димитрий Захаренгас
Димитрий (на гръцки: Δημήτριος, Димитриос) е гръцки духовник, иринуполски митрополит, ипертим и екзарх на Източна Танзания и Сейшелите на Александрийската патриаршия от 2004 година.

## Биография
Роден е като Темистоклис Захаренгас (Θεμιστοκλής Ζαχαρέγκας) на 28 февруари 1965 година в лъгадинското село Сухо (Сохос), Гърция. Учи в Духовното училище в Солун и в Богословския факултет на Солунския университет. В 1989 година се замонашва в манастира „Свети Архангел Михаил“ в Тари на Родос. От 1992 година участва в православни мисии на Мадагаскар, Индия, Хонгконг и Филипините. На 2 февруари 1999 година е ръкоположен за дякон от митрополит Никита Хонгконгски, а на 7 февруари същият митрополит го прави йеромонах. На 5 септември 1999 година е възведен в архимандритско достойнство.
Влиза в клира на Александрийската патриаршия и от 1999 до 2002 година е настоятел на катедралата „Благовещение Богородично“ в Александрия и директор на Издателския отдел на Александрийската патриаршия. Участва в много визити и мисии по света. На 16 октомври 2002 година е ръкоположен за митрополит камерунски, ипертим и екзарх на Централна Африка.
На 27 октомври 2004 година Светият синод го избира за митрополит иринуполски, ипертим и екзарх на Източна Танзания и Сейшелите със седалище в Дар ес-Салаам.